# Unai Dorronsoro
José María Dorronsoro Ceberio, més conegut com a Unai Dorronsoro (Ataun, Guipúscoa, 1941) és un activista basc. Fill d'una família bascòfona, fou seminarista fins al 1965, va militar a ETA i fou condemnat a mort en el Procés de Burgos de 1970 acusat de la mort de Melitón Manzanas el 1968. Posteriorment li fou commutada per cadena perpètua i quan l'amnistia general de 1977 fou estranyat un temps a Noruega. Quan tornà milità a Euskadiko Ezkerra, però després es passà a l'Euskadiko Mugimendu Komunista (EMK). Després treballà com a treballador no qualificat en una fàbrica i ha renegat del seu passat a ETA com Teo Uriarte, Mario Onaindía, Xabier Izko de la Iglesia i Javier Larena.